# Live at the Roxy (Social Distortion)
Live at the Roxy è un album live del gruppo punk statunitense Social Distortion, pubblicato il 30 giugno 1998 dall'etichetta della band, la Time Bomb. Si tratta del primo disco pubblicato su questa etichetta dopo la separazione dalla Epic Records, con cui il complesso aveva pubblicato tre album di studio.

## Tracce
- Tutti i brani scritti da Mike Ness tranne dove indicato.

1. Story of My Life – 6:00
2. Bad Luck – 4:27
3. Under My Thumb (Jagger, Richards) – 2:51
4. Prison Bound – 6:36
5. Mommy's Little Monster – 4:05
6. Mass Hysteria – 3:23
7. The Creeps (Dannell, Ness) – 3:03
8. Another State of Mind – 2:51
9. Let it Be Me – 4:29
10. No Pain, No Gain – 3:24
11. Cold Feelings – 3:54
12. Telling Them – 3:58
13. I Was Wrong – 4:01
14. 1945 – 3:00
15. Don't Drag Me Down – 4:56
16. Ball and Chain – 7:04
17. Ring of Fire (Cash, Kilgore) – 8:32
18. Untitled – 0:04

## Crediti[2]
- Mike Ness - voce, chitarra, produttore, missaggio, design, fotografia, artwork
- Dennis Dannell - chitarra
- Mark Haworth - chitarra
- Thomas Nordegg - chitarra
- John Maurer - basso
- Chuck Biscuits - batteria
- Brad Nichols - batteria
- Bobby Leigh - produttore
- James Saez - produzione, missaggio
- Guy Charbonneau - ingegneria del suono
- Jeff Skelton - ingegneria del suono, assistente a missaggio e ingegneria del suono
- Gavin Lurssen - mastering
- Andrew Scheps - editing
- Jolie Clemens - artwork, design, fotografia
- Gabrielle Geiselman - fotografia

## Classifiche[3]
| Classifica        | Posizione |
| ----------------- | --------- |
| USA Billboard 200 | 112       |